# Osmondthorpe
Osmondthorpe är en stadsdel i Leeds, i distriktet Leeds, i grevskapet West Yorkshire, i England. Osmondthorpe var en civil parish från 1894 till 1925 då den blev en del av Leeds. Denna civil parish hade 773 invånare år 1921.